# カイル・ケンドリック

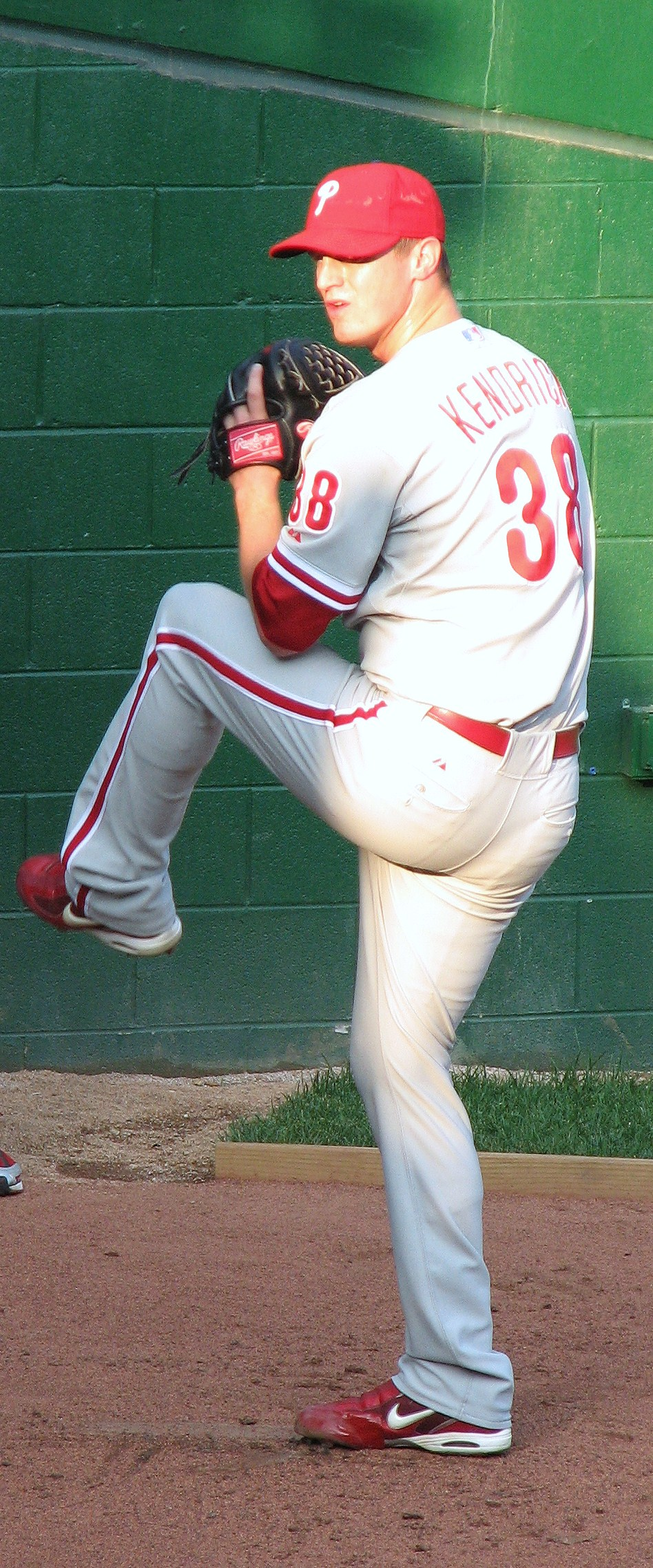
2008年

カイル・ロドニー・ケンドリック（Kyle Rodney Kendrick, 1984年8月26日 - ）は、アメリカ合衆国・テキサス州ヒューストン出身のプロ野球選手（投手）。右投右打。MLB・ボストン・レッドソックス傘下所属。

## 経歴

### プロ入り前
ケンドリックはワシントン州マウントバーノンのマウントバーノン高等学校時代にアメリカンフットボール、バスケットボール、野球の3つのスポーツを掛け持ちした。

### プロ入りとフィリーズ時代
2003年のMLBドラフト7巡目（全体205位）でフィラデルフィア・フィリーズから指名され、プロ入り。このためケンドリックは、ワシントン州立大学でクォーターバックとしてプレーする機会を断念した。
4年間のマイナー生活を経て2007年、フレディ・ガルシアが故障者リストに入った後、ケンドリックはメジャー初昇格。6月13日にシチズンズ・バンク・パークで行われたシカゴ・ホワイトソックス戦でメジャーデビューを飾り、初打席でメジャー初安打となる右前打を放った。この試合では6回を投げ3失点という内容だった。
6月18日のロサンゼルス・ドジャース戦で初敗戦を記録。その後の18試合の登板でフィリーズは13試合に勝利し、ケンドリック自身も10勝4敗を記録してフィリーズの地区優勝に貢献した。ナショナルリーグディビジョンシリーズではコロラド・ロッキーズ相手に2試合目で先発した。
この年の新人王投票では7ポイントで5位となり、新人王は128ポイントを獲得したライアン・ブラウンの手に渡った。
2008年2月のスプリングトレーニング初日、フィリーズはブレット・マイヤーズが中心となって「お前はコバヤシ・イワムラとの交換トレードで日本（読売ジャイアンツ）へ移籍することになった」とケンドリックにドッキリを仕掛けた。これには彼の代理人や球団の監督であるチャーリー・マニエルなど、球団全員がマイヤーズのグルとなった状態で行われ、まんまと引っ掛かったケンドリックはショックを受けたが、グルの報道陣から日本行きについてコメントを求められていた際に、マイヤーズがMTVの番組パンクトから引用した「punked」と叫んだことでようやくジョークだと気づいた 。なお「コバヤシ」はホットドッグ大食いで有名な小林尊、「イワムラ」はタンパベイ・レイズの岩村明憲からとったとされる。ちなみに、この時の模様がテレビで放送されケンドリックとマイヤーズは共にインタビューを受けていたが、その際に背後から迫ってきたチームメイトに、マイヤーズはパイを顔に付けられ、一応の仕返しとしている。
この年はフィリーズの先発4番手を務めることになった。4月は2勝2敗、5月は2勝0敗、6月は3勝1敗を記録し、この3ヶ月の防御率は4.59だった。しかし7月はその前の3ヶ月間と同じ5本塁打を浴び、防御率も5.02と落ち込んだ 。20試合で8勝4敗は昨季の20試合先発時点での10勝5敗を下回る成績となった。この不調が響き、ケンドリックはポストシーズンのロースターから外れることとなり、その間フロリダ教育リーグでチェンジアップを学ぶこととなった。ワールドシリーズでも引き続きロースターは外れたものの、ベンチ入りは果たした。このシリーズの間はケンドリックは共著でワールドシリーズの日記を連載していた。
2009年は怪我の影響で9試合の登板に終わったが、2010年は11勝を挙げて復活。
2011年からは先発陣の状況によっては、リリーフに回ることも多くなっている。
2014年オフにFAとなった。

### ロッキーズ時代
2015年2月4日に1年550万ドルでロッキーズと契約を結んだ。この年は27試合に先発登板して7勝13敗・防御率6.32・80奪三振の成績を残した。同年11月2日にFAとなった。

### エンゼルス傘下時代
2016年1月7日にアトランタ・ブレーブスとマイナー契約を結び、スプリングトレーニングに招待選手として参加したが、3回2⁄3を投げて被安打14、失点10と振るわず、3月12日に自由契約となった。
その後、4月23日にロサンゼルス・エンゼルスとマイナー契約を結んだ。この年はメジャーでの登板は無く、傘下のルーキー級アリゾナリーグ・エンゼルスとAAA級ソルトレイク・ビーズでプレーし、2球団合計で20試合（先発19試合）に登板して7勝6敗・防御率4.46・70奪三振の成績を残した。オフの11月7日にFAとなった。

### レッドソックス時代
2017年1月18日にボストン・レッドソックスとマイナー契約を結び、スプリングトレーニングに招待選手として参加することになった。開幕は傘下のAAA級ポータケット・レッドソックスで迎え、5月4日にメジャー契約を結んでアクティブ・ロースター入りした。同日のボルチモア・オリオールズ戦で先発したが、4回6失点で敗戦投手となった。5月11日にAAA級ポータケットへ降格となり、6月22日に40人枠外となった

## 投球スタイル
フォーシームはほとんど投げず、88～92mph（約141.6～148.1km/h）のツーシームが中心である。次いで、85～88mphのカッター、80～84mphのチェンジアップの割合が高い。カーブも投げるが、頻度は高くない。かつてはスライダーもよく投げていたが、2010年頃からは投げなくなった。奪三振率は低く、打たせて取る投球スタイル。2012年には初めて奪三振数が100を超えた。

## 詳細情報

### 年度別投手成績
| 年 度      | 球 団      | 登 板 | 先 発 | 完 投 | 完 封 | 無 四 球 | 勝 利 | 敗 戦 | セ 丨 ブ | ホ 丨 ル ド | 勝 率 | 打 者 | 投 球 回 | 被 安 打 | 被 本 塁 打 | 与 四 球 | 敬 遠 | 与 死 球 | 奪 三 振 | 暴 投 | ボ 丨 ク | 失 点 | 自 責 点 | 防 御 率 | W H I P |
| ---------- | ---------- | ----- | ----- | ----- | ----- | -------- | ----- | ----- | -------- | ----------- | ----- | ----- | -------- | -------- | ----------- | -------- | ----- | -------- | -------- | ----- | -------- | ----- | -------- | -------- | ------- |
| 2007       | PHI        | 20    | 20    | 0     | 0     | 0        | 10    | 4     | 0        | 0           | .714  | 499   | 121.0    | 129      | 16          | 25       | 3     | 7        | 49       | 0     | 0        | 53    | 52       | 3.87     | 1.27    |
| 2008       | PHI        | 31    | 30    | 0     | 0     | 0        | 11    | 9     | 0        | 0           | .550  | 722   | 155.2    | 194      | 23          | 57       | 2     | 14       | 68       | 4     | 1        | 103   | 95       | 5.49     | 1.61    |
| 2009       | PHI        | 9     | 2     | 0     | 0     | 0        | 3     | 1     | 0        | 0           | .750  | 112   | 26.1     | 27       | 1           | 9        | 0     | 1        | 15       | 0     | 1        | 11    | 10       | 3.42     | 1.37    |
| 2010       | PHI        | 33    | 31    | 1     | 0     | 0        | 11    | 10    | 0        | 0           | .524  | 771   | 180.2    | 199      | 26          | 49       | 4     | 3        | 84       | 1     | 2        | 103   | 95       | 4.73     | 1.37    |
| 2011       | PHI        | 34    | 15    | 0     | 0     | 0        | 8     | 6     | 0        | 0           | .571  | 478   | 114.2    | 110      | 14          | 30       | 5     | 7        | 59       | 1     | 1        | 50    | 41       | 3.22     | 1.22    |
| 2012       | PHI        | 37    | 25    | 1     | 1     | 1        | 11    | 12    | 0        | 2           | .478  | 674   | 159.1    | 154      | 20          | 49       | 4     | 7        | 116      | 1     | 0        | 76    | 69       | 3.90     | 1.27    |
| 2013       | PHI        | 30    | 30    | 2     | 1     | 0        | 10    | 13    | 0        | 0           | .435  | 800   | 182.0    | 207      | 18          | 47       | 4     | 7        | 110      | 3     | 1        | 104   | 95       | 4.70     | 1.40    |
| 2014       | PHI        | 32    | 32    | 0     | 0     | 0        | 10    | 13    | 0        | 0           | .435  | 865   | 199.0    | 214      | 25          | 57       | 4     | 11       | 121      | 5     | 0        | 108   | 102      | 4.61     | 1.36    |
| 2015       | COL        | 27    | 27    | 0     | 0     | 0        | 7     | 13    | 0        | 0           | .350  | 629   | 142.1    | 172      | 33          | 45       | 2     | 7        | 80       | 4     | 0        | 102   | 100      | 6.32     | 1.52    |
| 2017       | BOS        | 2     | 2     | 0     | 0     | 0        | 0     | 2     | 0        | 0           | .000  | 45    | 8.1      | 18       | 1           | 3        | 0     | 0        | 3        | 0     | 0        | 12    | 12       | 12.96    | 2.52    |
| 通算：10年 | 通算：10年 | 255   | 214   | 4     | 2     | 1        | 81    | 83    | 0        | 2           | .494  | 5595  | 1289.1   | 1424     | 177         | 371      | 28    | 64       | 705      | 19    | 6        | 722   | 671      | 4.68     | 1.39    |

- 2017年度シーズン終了時
- 各年度の太字はリーグ最高

### 背番号
- 38（2007年 - 2015年）
- 25（2017年）